# Pietro Doria
Pietro Doria (Genova, prima metà del XIV secolo – Chioggia, 22 gennaio 1380) è stato un ammiraglio italiano.
Nato in data imprecisata nella prima metà del XIV secolo fu un ammiraglio appartenente alla famosa famiglia dei Doria, che ha combattuto i Veneziani durante la guerra di Chioggia.

## Biografia
Pietro Doria succedette a Luciano Doria al comando della flotta genovese dopo la morte in combattimento di quest'ultimo nel 1379. Prese Chioggia nel 1379, ma fu assediato in questo luogo da Vettor Pisani, fu ucciso da una palla di cannone e la sua flotta fu costretta alla resa (1380).